# Kalle Kriit

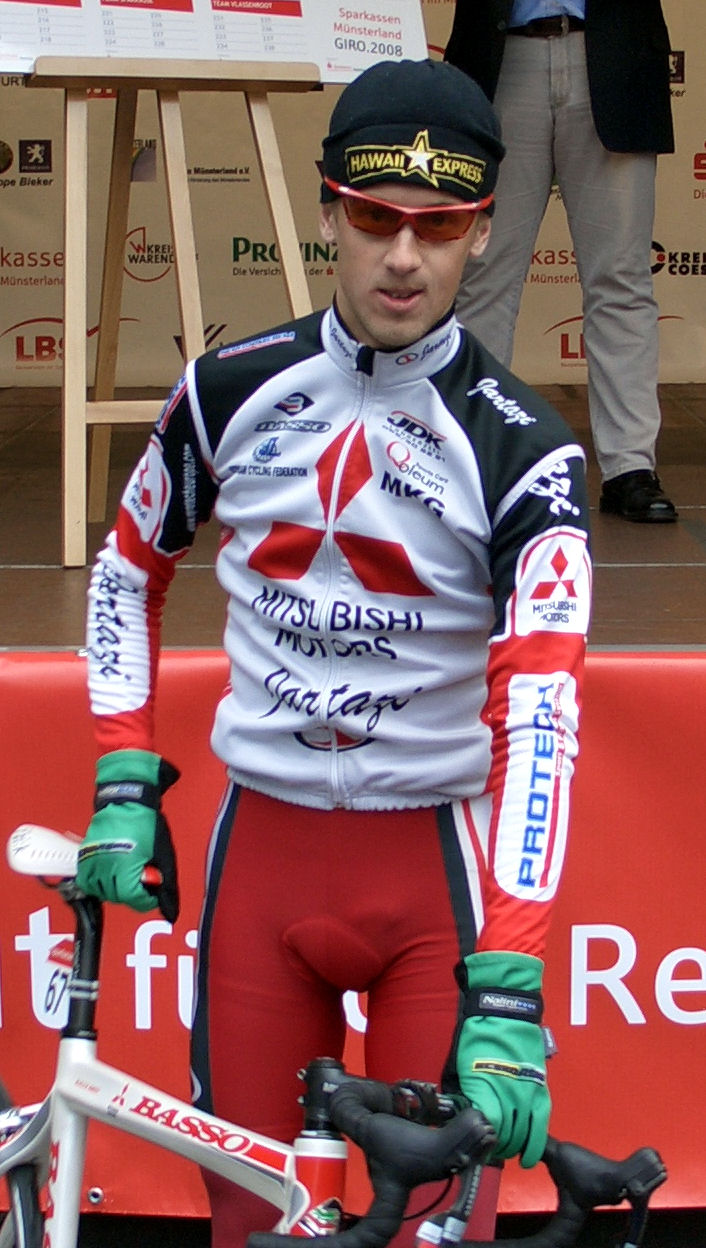
Kalle Kriiti

Kalle Kriit (nascido em Elva em 13 de Novembro de 1983) é um ciclista de estrada estoniano, atualmente competindo pela Cofidis. Seu apelido é Estonian Emperor (Imperador estoniano) .

## Equipes profissionais
- Mitsubishi - Jartazi (2008)
- Cofidis (2010)

## Títulos
- Campeão Nacional de ciclismo de estrada (2010)